# إدوين كوثبرت هال
إدوين كوثبرت هال (بالإنجليزية: Edwin Cuthbert Hall)‏ هو طبيب وعالم نبات أسترالي، ولد في 1874 في Ashfield, New South Wales ‏ في أستراليا، وتوفي في 9 أبريل 1953 في Vaucluse, New South Wales ‏ في أستراليا.